# Operă (clădire)

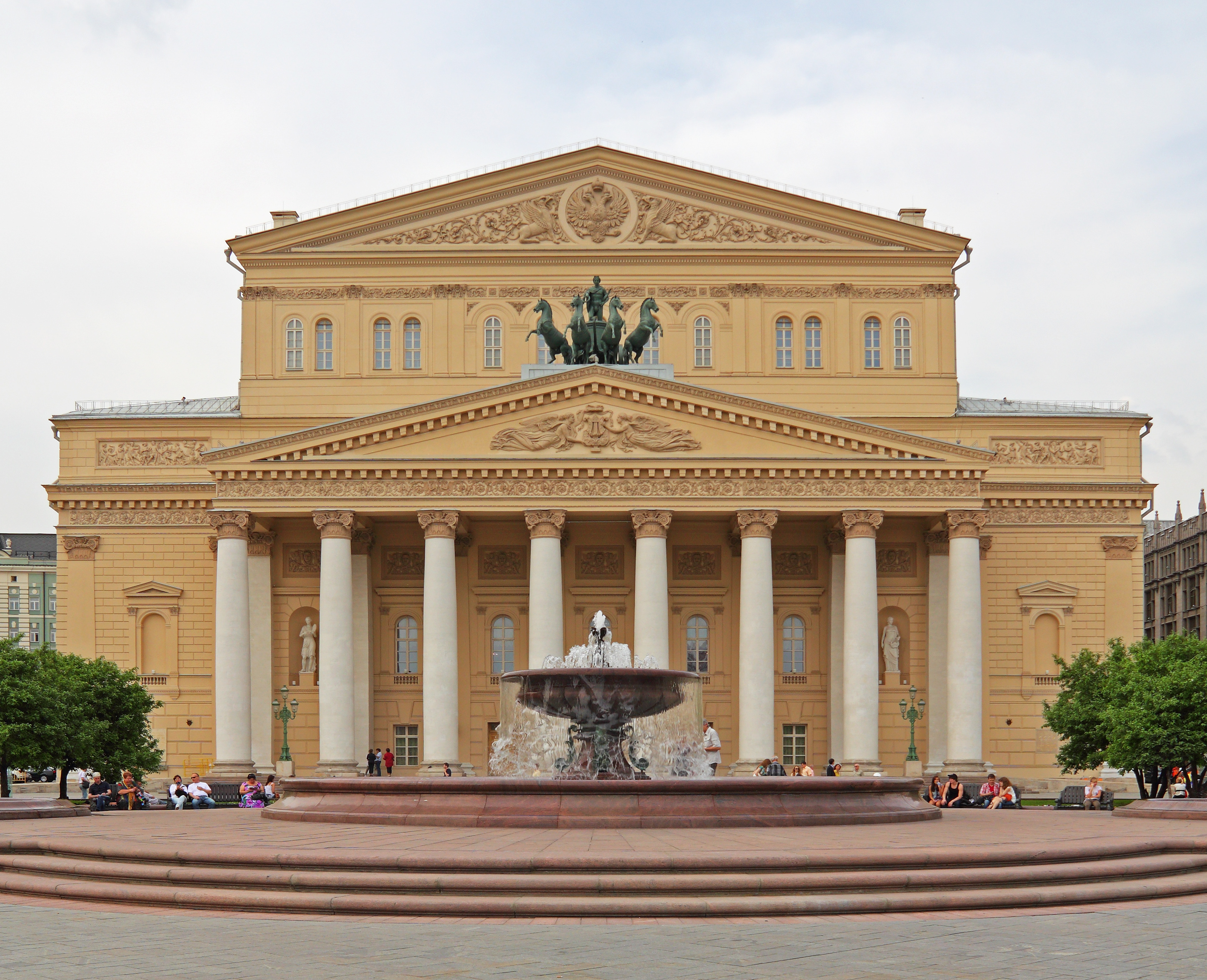
Teatrul Bolşoi, Moscova

Operă, uneori denumită teatru de operă, este o clădire special construită pentru a găzdui primar reprezentarea de opere, reprezentări dramatice ale unui gen muzical de origine baroc inventat în Italia, dus la „perfecțiune” de compozitorii italieni, germani și austrieci în secolele al 18-lea și al al 19-lea.

## Istoric
Construirea unei opere este făcută special pentru a sluji reprezentarea genurilor muzicale cunoscute sub numele vast de operă, deși alte forme diferite de arte dramatice pot fi și sunt curent reprezentate într-o astfel de clădire. 

## Galerie

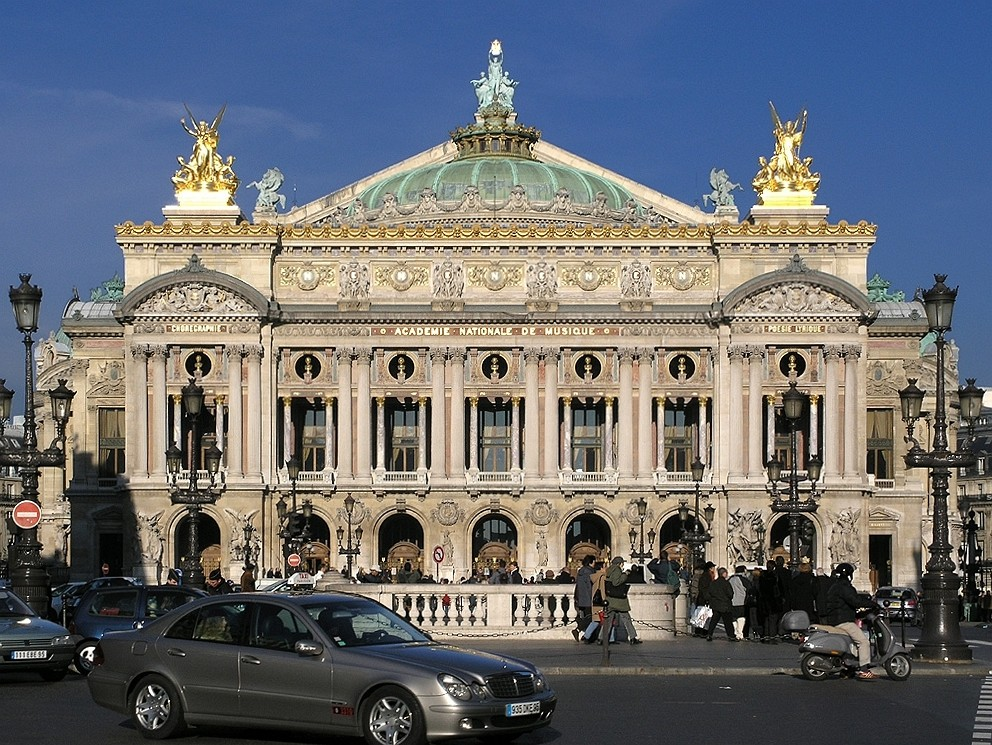
Palatul Garnier din Paris, Franța, situl istoric al Operei Naționale din Paris.
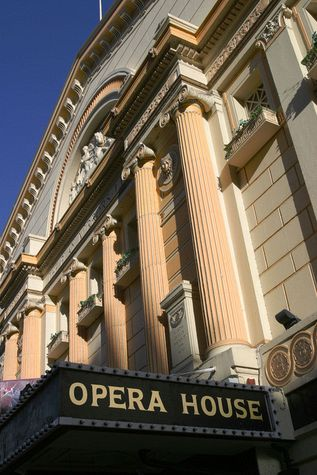
Intrarea unei opere.
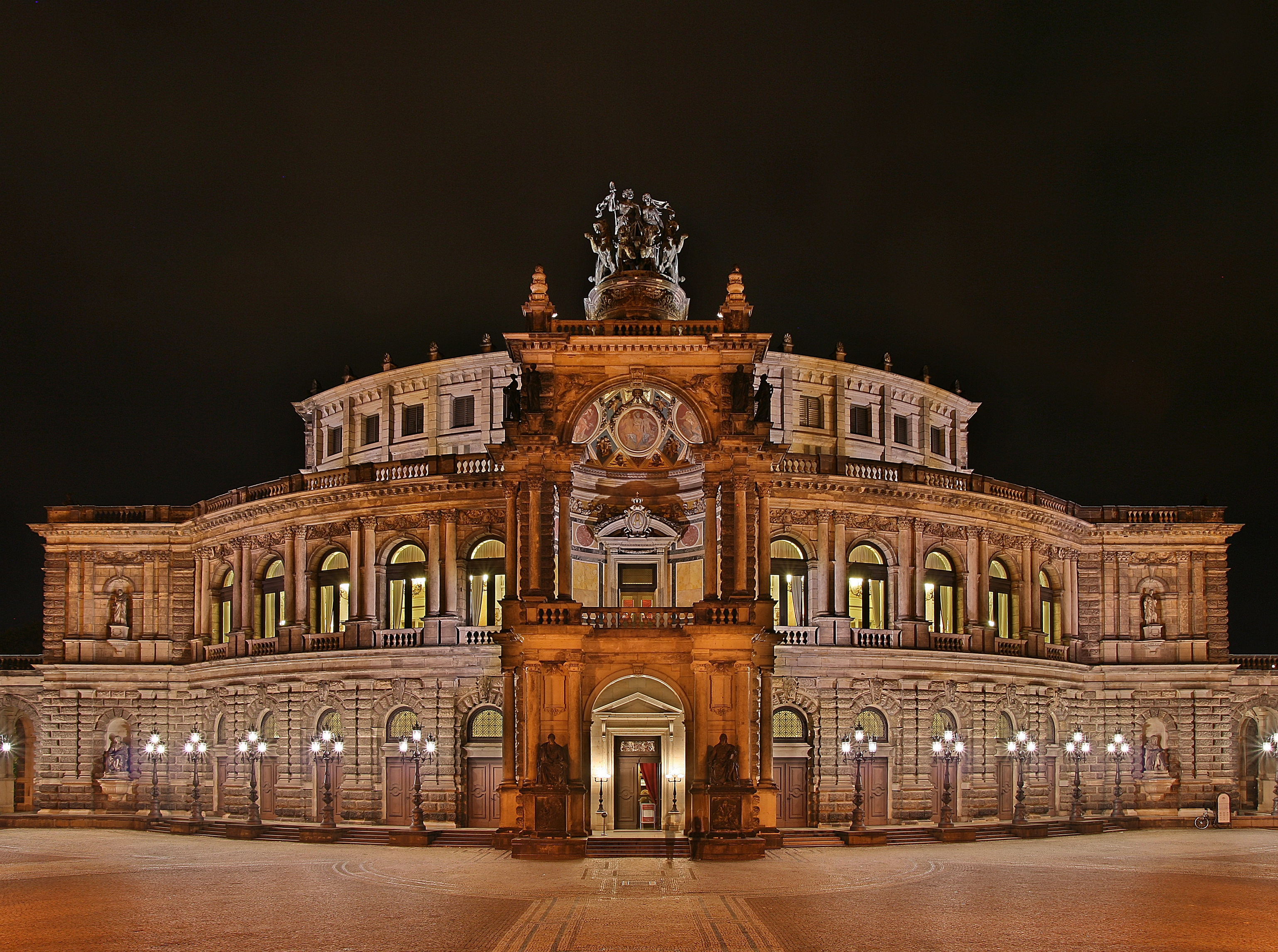
Semperoper din Dresda.
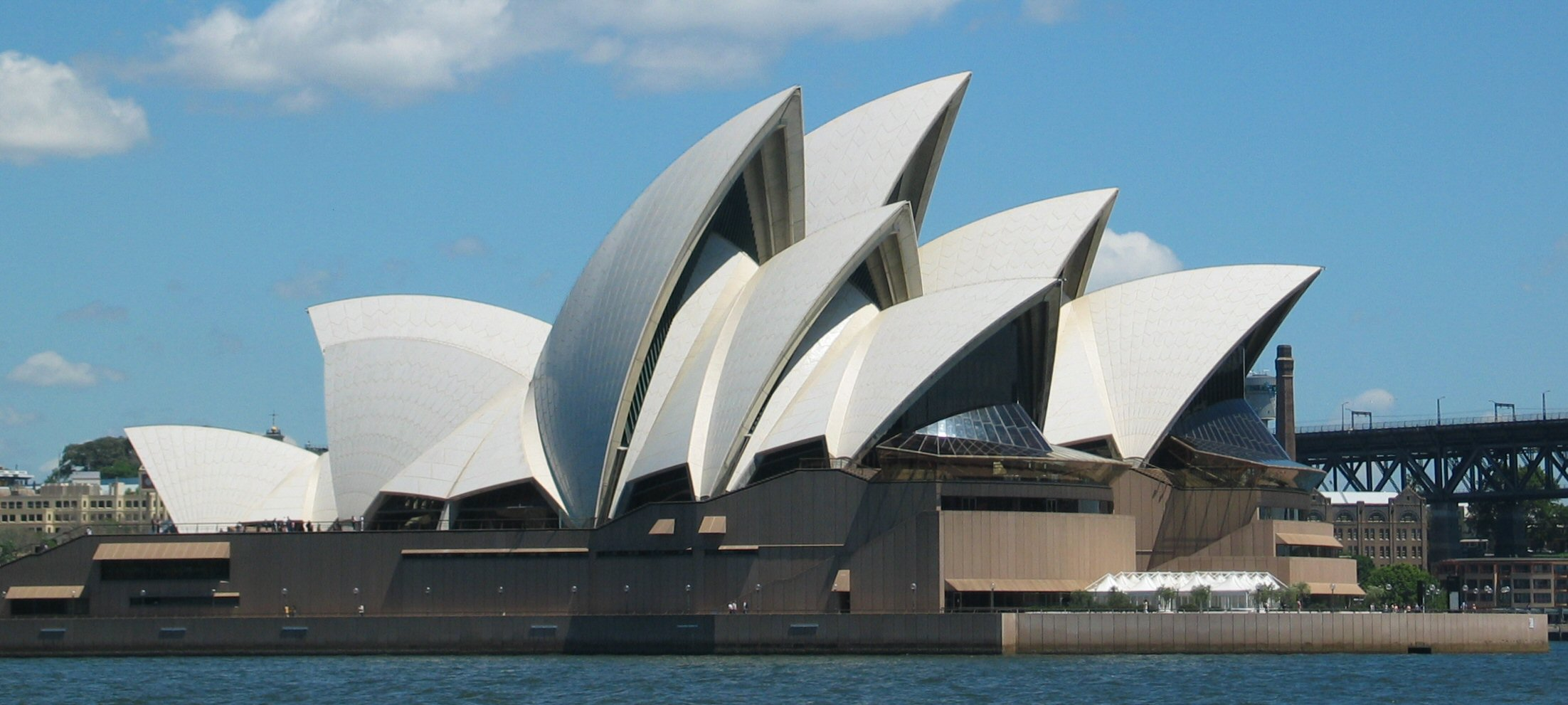
Opera din Sidney, Australia, operă a arhitectului danez Jørn Utzon.